# Perito informático
El perito informático es un perito judicial, que en su carácter de auxiliar de la justicia tiene como tarea primordial la de asesorar al juez respecto a temas relacionados con la informática. La función del perito informático consiste en el análisis de elementos informáticos, en busca de aquellos datos que puedan constituir una prueba o indicio útil para el litigio jurídico al que ha sido asignado.
El perito informático debe poseer un perfil definitivamente técnico, siendo de vital importancia que el perito esté familiarizado con las técnicas de análisis y recuperación de datos. Como elemento adicional, el perito debe contar con amplios conocimientos legales que le permitan desarrollar su tarea sin que la misma sea descalificada o impugnada durante su presentación judicial. 
Las tareas a desarrollar por el perito informático no son distintas de la de otros peritos judiciales. Por lo tanto debe recopilar la información que es puesta a su disposición, analizar la misma en busca de los datos que el juez, el Ministerio Fiscal o el abogado de la defensa o acusación, le han requerido y emitir un informe o dictamen en donde vuelque las conclusiones de la investigación realizada.
Una de las principales funciones del perito informático es la conservación de la cadena de custodia de una evidencia informática. La cadena de custodia asegura que la evidencia informática permanece inalterada desde que se produce la identificación y adquisición de la evidencia, hasta que se analiza en el laboratorio.

## Deberes del perito informático
- Aceptar el cargo que le es asignado, colaborar con el resto de los peritos o consultores técnicos y declarar ante el juez en el caso de que este lo requiera.
- Fundamentar sus conclusiones técnicas, expresando claramente los elementos analizados y las técnicas utilizadas para llegar a las mismas.
- Respetar el código de ética que le impone su profesión.

## Delitos informáticos investigados por los Peritos Informáticos

#### Phishing
Esta técnica nos engaña, sobre todo, a través de correos electrónicos fraudulentos, pero también a través de falsas páginas web o incluso llamadas telefónicas que nos solicitan datos personales que los ciberdelincuentes copiarán y utilizarán para robarnos. Esta modalidad de estafa es fácil de evitar, vale con seguir las pautas sobre cómo protegerse del pishing que comentábamos en anteriores posts. Algunas de las formas de obtener esos datos son a través de ciberataques como:

#### Malware
Los malware o los programas malignos fueron creados para infectar y dañar dispositivos electrónicos. Las secuelas de descargarnos una infección por malware van desde el robo de información privada, el espionaje o el bloqueo total al acceso de nuestro dispositivo infectado. Los malware pueden presentarse en varias formas, como por ejemplo, virus, troyanos, spyware o gusanos.

#### Virus
Los virus normalmente se presentan en varias formas de las que, en ocasiones, no sospecharíamos: archivos pdf, programas, enlaces… que una vez abrimos, infectan el dispositivo y lo inutilizan.

#### Gusanos
El peligro de los gusanos es que desde una misma red, pueden desplazarse hacia otros dispositivos e infectarlos. Al contrario de lo que ocurre con los virus, los gusanos no necesitan de la intervención humana para operar.

#### Troyanos
Este tipo de malware es utilizado por los ciberdelincuentes para acceder a los dispositivos. Normalmente vendrán camuflados en forma de aplicaciones o programas de los que no sospecharíamos pero que al ser ejecutados liberarían el malware y permitirían el acceso a los hackers, que tendrían vía libre para revisar todos nuestros archivos.

#### Obstrucción de acceso o denegación de servicio DOS
El ataque por denegación de servicio o como se conoce por sus siglas en inglés Denial of Service, tiene como objetivo bloquear sistemas, aplicaciones o máquinas con la finalidad de bloquear la actividad o servicio para el que está destinado. Lo que ocurre con esta tipología de ciberataque es que, con la conexión simultánea de varios usuarios, el servidor se colapsa, se ralentiza e incluso se bloquea, dejando de ofrecer respuesta o desconectándose de la red.

#### Spyware
Los ciberdelincuentes buscan con el envío de un spyware tener acceso a información confidencial, ya sean datos bancarios, contraseñas, archivos confidenciales… la característica de este software malicioso es que mientras se encuentra registrando información en secreto, nuestros dispositivos no lo detectan y permanece oculto. Mientras tanto, el ciberdelincuente se puede encontrar registrando todo aquello que escribimos, puede realizar capturas de nuestra pantalla, grabar audios o vídeos, controlar nuestro dispositivo de forma remota…   

#### Ciberacoso
El ciberacoso busca la intimidación, la humillación, la sensación de amenaza constante en sus víctimas. Este tipo de ciberdelito acosa psicológicamente a las personas que lo sufren. Los ciberacosos más comunes que sufren las víctimas de este tipo de ciberdelincuencia son la difusión de mentiras y bulos sobre su persona, la difusión en la red de fotografías o vídeos comprometidos, la recepción continuada de amenazas o mensajería hiriente por medio de redes sociales o de aplicaciones de mensajería instantánea. Deberemos saber qué hacer en caso de ser víctimas de ciberacoso para erradicar el problema.

#### Ciberextorsión
O lo que también podemos denominar ransomware. En esta tipología de extorsión, la víctima recibe un malware que infecta su equipo y luego le pedirán un rescate para recuperar todos sus archivos. También podemos denominar Ciberextorsión al chantaje que reciben las víctimas al amenazar con utilizar su información privada, fotos o vídeos comprometidos si no se paga una cantidad de dinero.

## Áreas de actuación de los peritos informáticos
- Propiedad industrial: Espionaje / Revelación de secretos.
- Acceso o copia de ficheros de la empresa, planos, fórmulas, costes, etc.
- Uso de información: Competencia desleal de un empleado.
- Vulneración de la intimidad. Lectura de correo electrónico.
- Despido por causas tecnológicas.
- Valoraciones de bienes informáticos.
- Interceptación de telecomunicaciones.
- Protección de datos personales y datos reservados de personas jurídicas.
- Apoderamiento y difusión de datos reservados.
- Manipulación de datos o programas.
- Valoraciones de bienes informáticos.
- Hardware, redes y componentes (todos los sistemas).
- Instalaciones y desarrollos llave en mano.
- Vulneración de la buena fe contractual.
- Publicidad engañosa, competencia desleal.
- Delitos económicos, monetarios y societarios.
- Delitos contra el mercado o contra los consumidores.
- Delitos contra la propiedad intelectual.
- Uso de software sin licencia. Piratería.
- Copia y distribución no autorizada de programas de ordenador.
- Daños mediante la destrucción o alteración de datos. Sabotaje.
- Estafa, fraudes, conspiración para alterar el precio de las cosas, etc.
- Pornografía infantil: acceso o posesión, divulgación, edición, etc.
- Uso indebido de equipos informáticos: daños o uso abusivo.

## El perito informático en España
¿Qué formación es necesaria para ejercer como perito informático?
El Real Decreto 1837/2008 relativo el reconocimiento de las cualificaciones profesionales, en el Anexo VIII, se listan las profesiones y actividades reguladas en España donde se incluye expresamente lo siguiente:
“Las profesiones y actividades no reguladas se entienden que son de ejercicio libre”.
La Ingeniería Informática no aparece en ella, no siendo una profesión regulada en España.
Por su parte, el artículo 340 de la LEC determina que “los peritos deberán poseer el título oficial que corresponda a la materia objeto del dictamen y a la naturaleza de éste. Si se tratare de materias que no estén comprendidas en títulos profesionales oficiales, habrán de ser nombrados entre personas entendidas en aquellas materias”.
No siendo necesario una titulación de Ingeniería para ejercer como Perito Informático, estando los estudios universitarios de las Universidades tanto de postgrado como de Master, por estar reconocido en el Plan Bolonia.
¿Qué dice al respecto la Comisión Nacional de los Mercados y la Competencia?
La Comisión Nacional de los Mercados y la Competencia afirma que por lo que se refiere a una posible definición de perito (o de actividad pericial), el artículo 335.1 LEC señala que “cuando sean necesarios conocimientos científicos, artísticos, técnicos o prácticos para valorar hechos o circunstancias relevantes en el asunto o adquirir certeza sobre ellos, las partes podrán aportar al proceso el dictamen de peritos que posean los conocimientos correspondientes o solicitar, en los casos previstos en esta ley, que se emita dictamen por perito designado por el tribunal”.
De este artículo, se desprende que perito es aquella persona que posee unos conocimientos determinados que permiten valorar los hechos objeto de litigio, ya sea a petición de parte o del órgano judicial.
La Comisión Nacional de los Mercados y la Competencia (CNMC), siendo el organismo independiente regulador de los mercados que garantiza y promueve una competencia efectiva. Ha resuelto que el peritaje de parte o privado se trata de una actividad en la que los colegios profesionales no tienen atribución legal alguna. 
Según la Ley de Enjuiciamiento Civil, en su artículo 340, se indica que:
Artículo 340. Condiciones de los peritos.
1.- Los peritos deberán poseer el título oficial que corresponda a la materia objeto del dictamen y a la naturaleza de éste. Si se tratare de materias que no estén comprendidas en títulos profesionales oficiales, habrán de ser nombrados entre personas entendidas en aquellas materias.
2.- Podrá asimismo solicitarse dictamen de Academias e instituciones culturales y científicas que se ocupen del estudio de las materias correspondientes al objeto de la pericia. También podrán emitir dictamen sobre cuestiones específicas las personas jurídicas legalmente habilitadas para ello.
3.- En los casos del apartado anterior, la institución a la que se encargue el dictamen expresará a la mayor brevedad qué persona o personas se encargarán directamente de prepararlo, a las que se exigirá el juramento o promesa previsto en el apartado segundo del artículo 335.

## El perito informático en el Ecuador
- En el Ecuador, de acuerdo al Art. 505 del COIP indica que Los peritos sustentarán oralmente los resultados de sus peritajes y responderán al interrogatorio y al contrainterrogatorio de los sujetos procesales.
- El Art. 511 del COIP en el Ecuador estipula las siguientes reglas generales para el perito: "1. Ser profesionales expertos en el área, especialistas titulados o con conocimientos, experiencia o experticia en la materia y especialidad, acreditados por el Consejo de la Judicatura. 2. Desempeñar su función de manera obligatoria, para lo cual la o el perito será designado y notificado con el cargo. 3. La persona designada deberá excusarse si se halla en alguna de las causales establecidas en este Código para las o los juzgadores. 4. Las o los peritos no podrán ser recusados, sin embargo el informe no tendrá valor alguno si el perito que lo presenta, tiene motivo de inhabilidad o excusa, debidamente comprobada. 5. Presentar dentro del plazo señalado sus informes, aclarar o ampliar los mismos a pedido de los sujetos procesales. 6. El informe pericial deberá contener como mínimo el lugar y fecha de realización del peritaje, identificación del perito, descripción y estado de la persona u objeto peritado, la técnica utilizada, la fundamentación científica, ilustraciones gráficas cuando corresponda, las conclusiones y la firma. 7. Comparecer a la audiencia de juicio y sustentar de manera oral sus informes y contestar los interrogatorios de las partes, para lo cual podrán emplear cualquier medio. 8. El Consejo de la Judicatura organizará el sistema pericial a nivel nacional, el monto que se cobre por estas diligencias judiciales o procesales, podrán ser canceladas por el Consejo de la Judicatura."